# Abschnittsleiter (Deutsche Marine)
Abschnittsleiter (AL) sind militärische Teileinheitsführer an Bord von Schiffen der Deutschen Marine, die für einen Abschnitt des Schiffes verantwortlich sind.
Der Abschnittsleiter führt den Abschnitt und ist dabei truppendienstlich einem Hauptabschnittsleiter unterstellt. Für die Besetzung der Dienstposten sind bei größeren Schiffen gemäß StAN in der Regel Offiziere vorgesehen, in anderen Fällen können Abschnitte auch durch Bootsleute geführt werden.
Gelegentlich werden die Inhaber der Dienstposten an Bord der jeweiligen Einheit nicht mit dem üblichen „Herr/Frau Dienstgrad (Name)“ (z. B. Herr Kapitänleutnant Mustermann), sondern mit der Abkürzung des Dienstpostens (z. B „ANO“) angesprochen, dies entspricht jedoch nicht den Vorschriften.
Beispiele für Abschnittsleiter
- Decksoffizier (DO)
- Antriebsoffizier (ANO)[3]
- Elektrotechnikoffizier (EO)
- Schiffsbetriebstechnikoffizier (SBO)
- Fernmeldetechnikoffizier (FTO)
- Waffentechnikoffizier (WTO)
- Schiffsarzt (SA)
- II. Schiffsversorgungsoffizier (II SVO) zum Hauptabschnitt des I. Schiffsversorgungsoffiziers gehörend
- Luftfahrzeugtechnikoffizier (LTO)
- II. Schiffseinsatzoffizier (II SEO) zum Hauptabschnitt des I. Schiffseinsatzoffiziers gehörend
- Fernmeldeoffizier (FMO)